# Xylotrechus pilosus
Xylotrechus pilosus là một loài bọ cánh cứng trong họ Cerambycidae.